# Exochus moeus
Exochus moeus är en stekelart som beskrevs av Ian D. Gauld och Sithole 2002. Exochus moeus ingår i släktet Exochus och familjen brokparasitsteklar. Inga underarter finns listade i Catalogue of Life.